# جيوفري توماس بارنز
جيوفري توماس بارنز (بالإنجليزية: Geoffrey Barnes)‏ هو قاضي صلح ‏ بريطاني، ولد في 18 أغسطس 1932 في ملقا في ماليزيا، وتوفي في 11 فبراير 2010 في Royal Surrey County Hospital ‏ في المملكة المتحدة.